# Ferdinando Amman
Ferdinando Maria Amman (Milano, 3 maggio 1929 – Pavia, 20 giugno 2022) è stato un fisico italiano.

## Biografia
Laureatosi in Ingegneria elettrotecnica al Politecnico di Milano nel 1952, nel 1953 avviò la propria attività all'Istituto nazionale di fisica nucleare, occupandosi soprattutto della costruzione dell'elettrosincrotrone di Frascati. Dal 1963 al 1967 fu invece alle prese con la realizzazione dell'anello di accumulazione ADONE a Frascati. Dal 1971 al 1975 fu chairman dell'Advisory Machine Commitee del CERN, attività per la quale nel 1976 gli fu conferito il Premio A. Feltrinelli dell'Accademia dei Lincei per le applicazioni della Fisica e della Chimica.
Dal 1973 al 2004 fu professore ordinario di Fisica II all'Università degli Studi di Pavia, presso la quale fu professore emerito dal 2005; fu altresì docente presso l'Università Carlo Cattaneo di Castellanza.
Fu membro dell'Osservatorio per la valutazione del sistema universitario italiano del Ministero dell'Università e della Ricerca scientifica e Tecnologica dal 1996 al 1999.